# Wirtschaft der Volksrepublik China
Die Wirtschaft der Volksrepublik China ist seit 2010 nach den USA die zweitgrößte, beziehungsweise gemessen an der Kaufkraftparität seit 2016 die größte Volkswirtschaft der Welt. Ökonomisch weist die Volksrepublik China eine hohe Dynamik auf und entwickelte sich infolge einer ab 1978 beginnenden Reform- und Öffnungspolitik zu einer wirtschaftlichen und technologischen Supermacht.
Das Land verfügt über viele Bodenschätze, vor allem an Kohle, Erdöl, Erdgas und metallischen Erzen. Die Volksrepublik China ist der weltgrößte Kohle- und viertgrößter Erdölproduzent. Die Kohlereserven sind die drittgrößten der Welt, die Erdölreserven werden auf rund 24 Milliarden Barrel geschätzt. China ist weltweit der größte Quecksilberproduzent, besitzt 70 Prozent der globalen Vorräte an Seltenen Erden und stellt mehr als 95 Prozent der Weltproduktion dieser Rohstoffe her. Diese Metalle sind unersetzlich für viele in Industrieländern hergestellte Produkte der Spitzentechnologie wie Mobiltelefone, Festplattenlaufwerke, Laser, Waffensysteme oder Batterien von Elektroautos.
Die Ökonomie der Volksrepublik China hat sich durch die Wirtschaftsreformen von einem planwirtschaftlich organisiertem zu einem primär nach marktwirtschaftlichen Mechanismen funktionierenden Wirtschaftssystem gewandelt. Diese am Prinzip der gewinngetriebenen Privatinitiative ausgerichtete und vom Staat gelenkte Volkswirtschaft wird als „Sozialismus chinesischer Prägung“ bezeichnet. Die dominante Rolle des Staatskapitals ist seit Ende der 1990er Jahre stark rückläufig. Chinas Stärke als Produktionsstandort rührte in der Vergangenheit vor allem aus den vergleichsweise niedrigen Löhnen etwa in der Produktion von Textilien, Spielzeug oder Haushaltsgeräten. Dieser Vorteil hat sich aufgrund der in den letzten Jahren stark angestiegenen Löhne mittlerweile verringert.
China ist seit einigen Jahren kein Niedriglohnland mehr.      Von rund 791 Millionen Arbeitskräften sind 27,7 Prozent in der Landwirtschaft, 28,8 Prozent in der Industrie und 43,5 Prozent im Dienstleistungssektor beschäftigt (Stand 2016). Jedes Jahr drängen zwischen sechs bis sieben Millionen Hochschulabsolventen auf den Arbeitsmarkt, die über hochqualifizierte Abschlüsse in technischen und naturwissenschaftlichen Bereichen verfügen. Kein anderer Staat investiert im Jahre 2025 in Summe mehr Geld in Forschung und Entwicklung als China.
Damit liegen die Stärken der chinesischen Wirtschaft im fortschrittlichen Produktions-Know-how sowie im Supply-Chain-Management, wodurch sich das Land zunehmend zu einem wirtschaftlichen Innovationsführer und zu einem Hauptakteur des globalen Kapitalismus entfaltet.
Grundprobleme der chinesischen Wirtschaft sind (Stand 2020) eine hohe Verschuldung vieler Provinzen und Staatsunternehmen, Korruption,  starke regionale Disparitäten, Überkapazitäten in der Schwerindustrie und ein schwacher Binnenmarkt.

## Entwicklung
Die Volksrepublik China ist mit einem Bruttoinlandsprodukt (BIP) von ca. 14,4 Bio. US-Dollar (Stand 2019) die zweitgrößte Volkswirtschaft der Erde. Beim Bruttoinlandsprodukt pro Kopf liegt China mit rund 10276 USD im weltweiten Mittelfeld. 2019 wuchs die chinesische Wirtschaft um 6,1 %.
Im Global Competitiveness Index 2019 des World Economic Forum, das die Wettbewerbsfähigkeit eines Landes vergleicht, belegte China 2019 Platz 28 von 141 Ländern. Im IMD-Ranking der digitalen Wettbewerbsfähigkeit 2019 erzielte China Platz 16 von 63 Ländern. Erstmals wurden dabei Industrieländer wie Deutschland oder Frankreich überholt. Dagegen belegt China im Index für wirtschaftliche Freiheit für 2020 lediglich Platz 103 von 180 Ländern.
China war mit einem Exportvolumen von 2.098 Milliarden US-Dollar 2016 erstmals der größte Güterexporteur der Welt und hält diesen Status bis heute. Seit der wirtschaftlichen Öffnung Chinas haben sich die Exporte des Landes von 2 Milliarden auf über 2000 Milliarden Dollar mehr als vertausendfacht.
Der Dienstleistungssektor erwirtschaftete 2016 51,6 Prozent des BIP, der Industriesektor 39,8 % und der Landwirtschaftssektor 8,6 %. Damit war China die weltweit größte Industriemacht, hatte die größte landwirtschaftliche Produktion und war der zweitgrößte Konsumentenmarkt. Von Chinas 900 Millionen Arbeitskräften waren 2015 28,3 % in der Landwirtschaft, 29,3 % in der Industrie und 42,4 % im Dienstleistungssektor beschäftigt.
Die großen Börsen in China sind der Shanghai Stock Exchange, Hong Kong Stock Exchange sowie der Shenzhen Stock Exchange. Städte wie Peking, Shanghai und Shenzhen sind Finanzzentren von zunehmender internationaler Bedeutung.

## Probleme in neuerer Zeit und Lösungsansätze
Nachdem die Wirtschaft der Volksrepublik China seit den 1980er Jahren jahrzehntelang vielfach mit zweistelligen jährlichen BIP-Wachstumsraten gewachsen war, flaute das Wirtschaftswachstum in der 2010er Dekade allmählich ab. Im Jahr 2020 wurde im Zuge der Corona-Pandemie mit 2,2 % das bislang niedrigste BIP-Wachstum seit 1980 erzielt. Im Jahr 2021 wurde in einer Art rebound wieder ein Wachstum von 8,5 % erreicht, jedoch fielen die Wachstumsraten in den Jahren 2022 und 2023 auf 3,0 % bzw. 5,2 % ab – die niedrigsten Raten seit 1990. Auch für die kommenden Jahre wurde ein Wachstum von 4 bis 5 % prognostiziert. Statt nur auf den Export und massive Investitionen in die Infrastruktur als Motor für das Wirtschaftswachstum zu setzen, sollte China nach Ansicht einiger Beobachter den privaten Konsum im eigenen Land steigern. Dies würde die chinesische Wirtschaft resilienter gegen Exporteinbrüche machen.
Die chinesische Staatsführung reagierte auf die Wachstumsschwäche mit der Ankündigung, dass China sich künftig von einer schnell wachsenden in eine Hochtechnologie-Produkte fertigende Wirtschaft wandeln soll. Zwei Wirtschaftssektoren wurde hier vor allem genannt: die erneuerbaren Energien und die Elektromobilität. Auf diesen Gebieten konnte das Land beeindruckende Erfolge erzielen. Nach Angaben der Internationalen Energieagentur (IEA) stammten im Jahr 2023 mindestens 80 Prozent aller weltweit produzierten Solarpanele aus China. Ein Drittel aller weltweiten Investitionen in grüne Technologien fand in China statt. Auch stieg das Land zum weltweit größten Produzenten von Elektroautos und Akkumulatoren auf. Beide zusammen machten im Jahr 2023 ein Exportvolumen von 139 Milliarden US$ aus. Mehrere große interne Probleme bremsen das Wirtschaftswachstum, insbesondere die schwelende Immobilienkrise, symbolisiert durch den Kollaps des Immobilienkonzerns Evergrande Group, und die interne Überschuldung, die durch jahrelange massive Investitionen beispielsweise in Infrastrukturprojekte (Hochgeschwindigkeits-Bahnstrecken, Brücken, Autobahnen, Flughäfen etc.) verursacht wurde.

## Vermögen
Die Volksrepublik China stand, laut einer Studie der Bank Credit Suisse aus dem Jahre 2017, auf Rang 2 weltweit beim nationalen Gesamtvermögen. Der Gesamtbesitz an Immobilien, Aktien und Bargeld belief sich auf insgesamt 29 Billionen US-Dollar, womit chinesische Haushalte knapp ein Zehntel des weltweiten Vermögens von ca. 280 Billionen US$ besaßen. Das Vermögen pro erwachsene Person beträgt 26.872 Dollar im Durchschnitt und 6.689 Dollar im Median (in Deutschland: 203.946 bzw. 47.091 Dollar). Chinesische Haushalte liegen damit weltweit im Mittelfeld beim Vermögen pro Kopf. Insgesamt war 45,4 % des gesamten Vermögens der Chinesen finanzielles Vermögen und 54,6 % nicht-finanzielles Vermögen. Der Gini-Koeffizient bei der Vermögensverteilung lag 2017 bei 78,9, was auf eine sehr hohe Vermögensungleichheit hindeutet. Die obersten 10 % der chinesischen Bevölkerung besaßen 71,9 % des Vermögens und die obersten 1 % besaßen 47,0 %. Der Anteil der Chinesen mit einem Vermögen von unter 10.000 Dollar wird auf 63,1 % der Bevölkerung geschätzt und der Anteil mit einem Vermögen von über einer Million Dollar wird auf 0,2 % geschätzt. Insgesamt 1,9 Millionen Chinesen waren damit Millionäre, womit das Land ca. 5 % der weltweiten Millionäre gerechnet in US$ stellte. Ebenso waren die VR China das Land mit der weltweit zweithöchsten Anzahl an Milliardären mit insgesamt 373. Reichster Mann des Landes war Ma Huateng mit einem Vermögen von 45,3 Milliarden US-Dollar (Stand: 2018).
Am 28. Mai 2020 sagte der chinesische Ministerpräsident Li Keqiang, dass in China es 600 Millionen Menschen mit niedrigem und mittlerem Einkommen und darunter gibt, und ihr durchschnittliches monatliches Einkommen bei etwa 1.000 Yuan (etwa 127 Euro) liegt.

## Wirtschaftssektoren

### Primärer Sektor

#### Landwirtschaft
Lediglich 10 % der Landesfläche ist für Ackerbau nutzbar. Im feuchten Osten des Landes ist Regenfeldbau möglich. Im trockenen Westen herrschen nomadische Viehwirtschaft und Bewässerungswirtschaft. Dennoch beschäftigt die Landwirtschaft rund zwei Drittel der Erwerbstätigen. Der Getreideanbau steht an erster Stelle. In Südchina (grünes China), wird Reis angebaut, im Norden und dem mandschurischen Tiefland Weizen sowie Mais, Hirse und Hafer. Das „gelbe China“, die Lössgebiete des nördlichen Berglandes sind Hauptanbaugebiete.
China ist der weltweit führende Produzent von Reis und Weizen, die Ernten reichen jedoch nur für den Eigenbedarf.

### Sekundärer Sektor

#### Energiewirtschaft

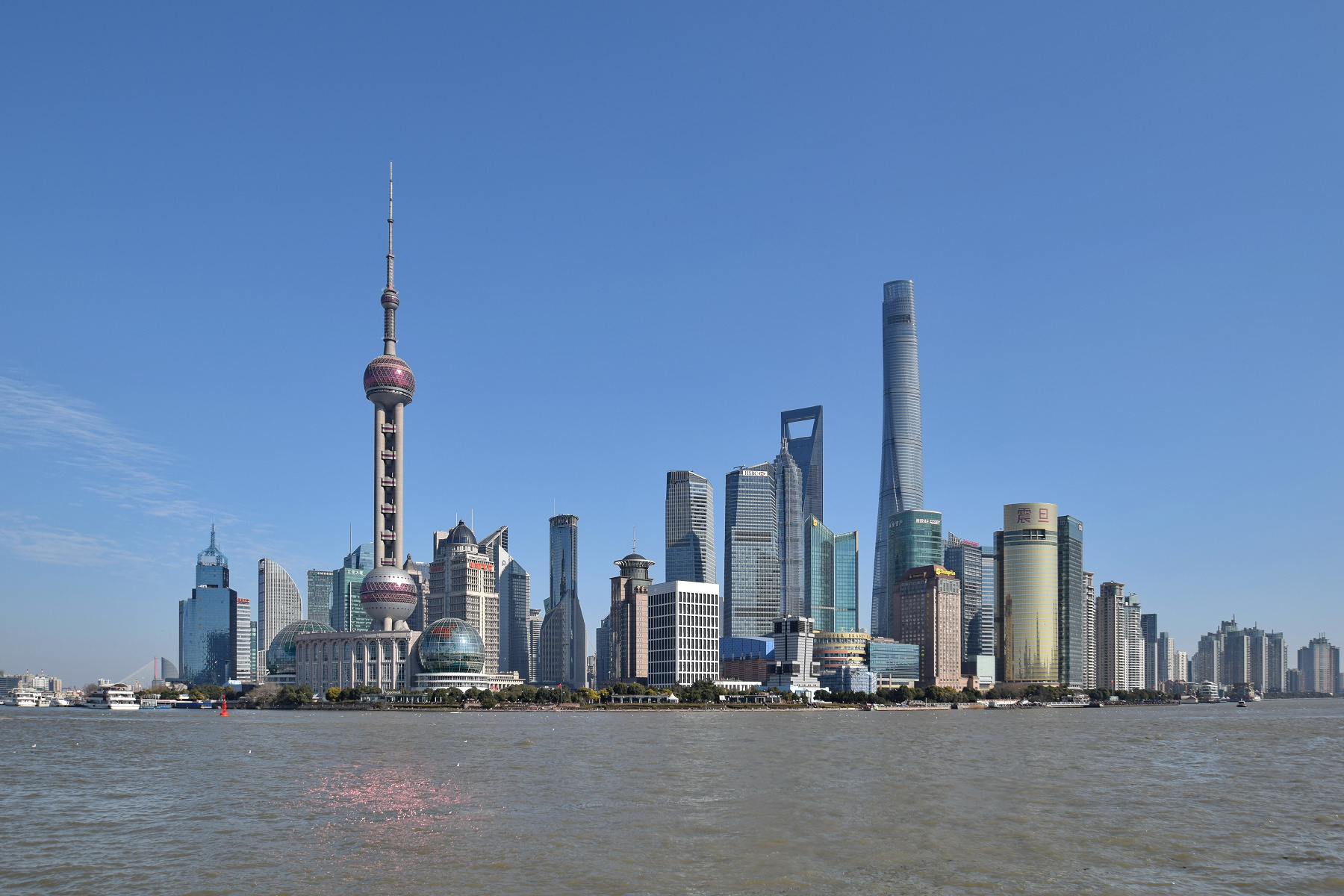
Shanghai, das Finanzzentrum Chinas; 2016

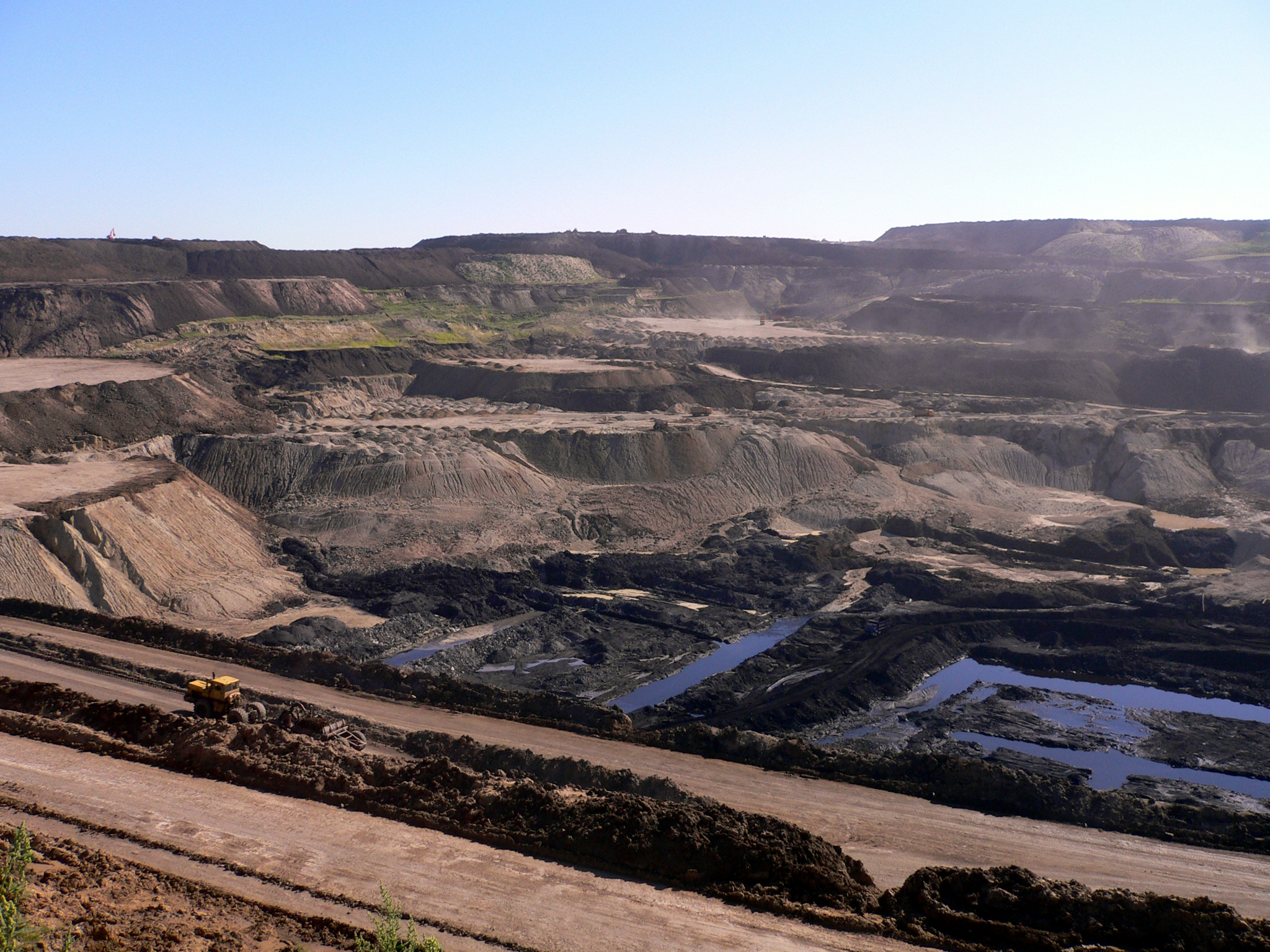
Kohlemine in der Inneren Mongolei; 2005

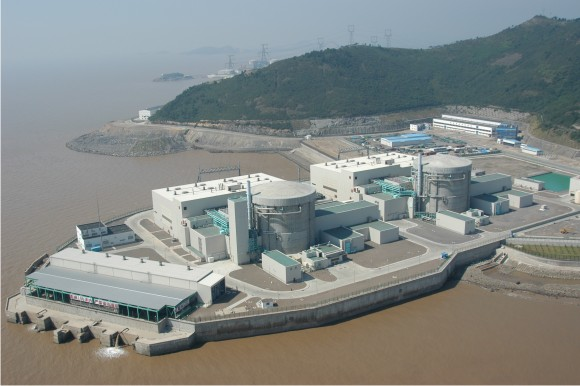
Kernkraftwerk Qinshan, Provinz Zhejiang; 2009

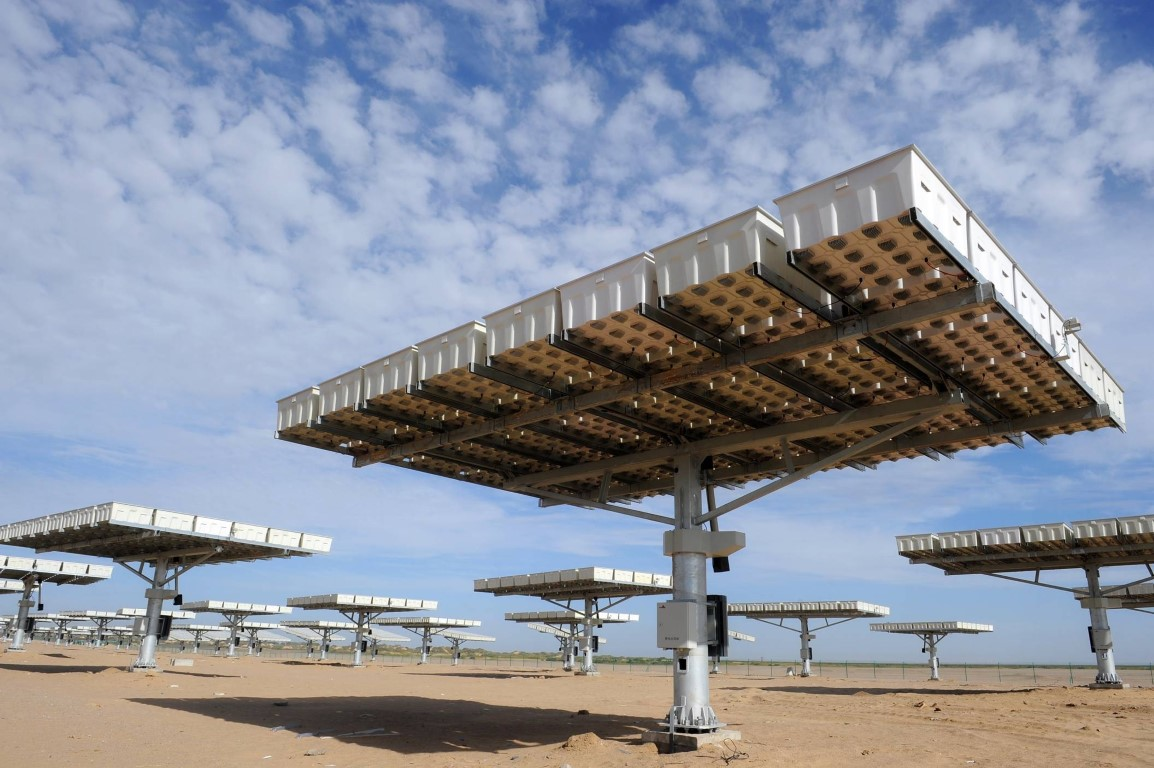
Chinesische Spitzentechnologie: CPV-Konzentratorzellen auf zweiachsigen Solartrackern in Golmud, Autonomer Bezirk Haixi, Provinz Qinghai; 2014

Durch die rasche Industrialisierung sowie den Anstieg des Lebensstandards (Lebensqualität) stieg der Energiebedarf stark an. Im Jahr 1985 wurde etwa dreizehnmal soviel Energie verbraucht wie im Jahr 1957. Der Pro-Kopf-Verbrauch von Energie liegt im Vergleich niedrig bei etwa der Hälfte des internationalen Schnitts und bei etwa einem Zehntel des Pro-Kopf-Verbrauches der Vereinigten Staaten. Deshalb kann ein weiteres starkes Ansteigen des Energiebedarfs prognostiziert werden.
Das Jahr 1990 markierte einen ersten Wendepunkt in der Energieversorgung: China wurde zum Nettoimporteur von Energie. Ende 1993 wurde China auch zum Nettoimporteur von Rohöl. Im Juli 2010 wurde China zum größten Energieverbraucher der Welt. Ein wichtiger Faktor für den Anstieg des Energieverbrauchs und damit auch der Kohlenstoffdioxidemissionen ist auf die Rolle Chinas als „Werkbank der Welt“ zurückzuführen, d. h. auf Produktion von Exportgütern für den Konsum in anderen Staaten. Zwischen 2002 und 2008 war die Exportgüterproduktion für etwa 48 % der gesamten Kohlenstoffdioxidproduktion Chinas verantwortlich.
Im September 2016 ratifizierte China den auf der UN-Klimakonferenz in Paris 2015 beschlossenen Klimaschutzvertrag. Dieser sieht vor, die globale Erwärmung auf möglichst 1,5 °C, aber auf jeden Fall unter 2 °C gegenüber vorindustriellen Werten zu begrenzen.
Kohle ist Chinas wichtigster Energieträger. 2015 lag der Anteil am chinesischen Gesamtenergieverbrauch bei 64,4 %, wobei der relative Anteil seit Jahren rückläufig ist, da der Kohleverbrauch weniger stark wächst als andere Energieträger. Im Stromsektor lag der Anteil der Kohle 2007 noch bei 83 %, bis 2015 fiel der Anteil mit dem wachsenden Anteil erneuerbarer Energien und der Kernenergie auf 72 %. 2013 erreichte der Kohleverbrauch in China seinen Höchststand (eine andere Statistik nennt 2014), anschließend fiel der Verbrauch wieder, 2014 um 2,9 %, 2015 um 3,6 %. Da dieser Rückgang des Kohleverbrauches trotz eines Wirtschaftswachstums von 7,3 bzw. 6,9 % erzielt wurde, womit das Wachstum vom Kohleverbrauch entkoppelt wurde, wird dieser Rückgang von einem Teil der Forscher als eine dauerhafte Trendwende in der chinesischen Energiepolitik sowie ein wichtiger Schritt bei den weltweiten Klimaschutzbemühungen betrachtet. Mit dem sinkenden Brennstoffverbrauch durch die um 63 TWh niedrigere Kohlestromproduktion gingen auch die CO2-Emissionen zurück, in den ersten 4 Monaten 2015 um 5 %. Das entspricht der gesamten Kohlenstoffdioxidproduktion von Großbritannien. Parallel wurden ca. 1000 Kohleminen geschlossen.
2016 lag die installierte Leistung mit 1646 GW an zweiter Stelle und bzgl. der jährlichen Erzeugung mit 6,142 Billionen kWh an erster Stelle in der Welt. Mitte der 1990er-Jahre hatte die installierte Leistung noch bei 215 GW und die jährliche Erzeugung bei 994 Mrd. kWh gelegen.
Im Bereich Wasserkraft besitzt das Land eine technisch ausbeutbare Kapazität von 574 GW; 70 % davon aus Flüssen der Provinzen Sichuan, Yunnan und Tibet. Bis Ende 2009 wurden etwa 197 GW erschlossen. Ende April 2010 befanden sich 67 GW neuer Kraftwerke in Bau, das größte davon ist ein Projekt am Brahmaputra in Tibet. Das weltweit größte Wasserkraftwerk ist der Drei-Schluchten-Damm. 2016 waren in der Volksrepublik Wasserkraftwerke mit einer installierten Leistung von 331,11 GW in Betrieb; davon waren 26,72 GW Pumpspeicherkraftwerke. Die Jahreserzeugung der Wasserkraftwerke betrug im selben Jahr 1,18 Billionen kWh. Die installierte Leistung der Wasserkraftwerke in China stellte 2016 mehr als ein Viertel der weltweiten Wasserkraftwerkskapazität dar. Der Anteil der Wasserkraftwerke an der installierten Leistung aller Kraftwerke in der Volksrepublik lag 2016 bei 20,2 %. Insgesamt existieren mehrere Hundert Wasserkraftwerken in China.
China setzt seit etwa 2006 stark auf erneuerbare Energien. 2013 deckten erneuerbare Energien (Wasserkraftwerke, Windkraftanlagen, Photovoltaikanlagen usw.) ca. 20,4 % des chinesischen Strombedarfs. Im gleichen Jahr investierte China erstmals mehr in erneuerbare Energien als in Kohlekraftwerke und baute mehr als 12 GW Photovoltaik-Kapazität zu – mehr als jemals ein Land in diesen Sektor investierte. Damit verdoppelte China seine Photovoltaik-Kapazitäten und plant einen Zubau von weiteren 14 GW jährlich. Insgesamt wurden 2013 in China rund 57 GW regenerative Erzeugungskapazitäten installiert (zum Vergleich: Kohle: 39,7 GW).
Im Jahr 2014 stieg die Stromproduktion aus erneuerbaren Energien stark an. Gegenüber dem Vorjahr wurden ca. 242 TWh Ökostrom mehr produziert, vor allem aus Wasserkraft. Insgesamt liegt der chinesische Stromverbrauch bei ca. 6000 TWh, was etwa das 10fache der deutschen Stromerzeugung ist. Der Ausbau von Photovoltaik wird von der chinesischen Regierung stark vorangetrieben. Die chinesischen Nationalen Energieagentur hat ihre Ausbauziele zuletzt um 30 % erhöht und 2015 Deutschland als größten Installateur von Photovoltaik sowohl insgesamt (21,3 GW) als auch pro Kopf der Bevölkerung der neu installierten Leistung (16,3 W) überholt. Bis 2030 sollen erneuerbare Energien ca. 20 % des gesamten Primärenergiebedarfes decken.
Bei der Windenergie ist China weltweit Spitzenreiter. Ende 2017 waren Windkraftanlagen mit zusammen 188,2 GW installiert, womit China klar vor den USA mit 89,1 GW und Deutschland mit 56,1 GW lag. Damit steht gemessen an der Leistung ca. jede dritte Windkraftanlage weltweit in China. Bis 2030 soll der Windstromanteil verdreifacht bis verfünffacht werden. Mit Stand 2016 ist die Windenergie nach der Kohleverstromung und der Wasserkraft der drittwichtigste Stromlieferant.
China ist zudem Weltmarktführer im Bereich Solarthermie. 2012 wurden alleine in China 63.900.000 m² solarthermische Kollektorfläche neu installiert, der Löwenanteil der 72.913.000 m², die in diesem Jahr weltweit neu in Betrieb genommen wurden. Zum Vergleich: In Europa waren 2004 etwa 14 Mio. m² installiert, in China etwa 64 Mio. m². Bis 2020 wird in China eine installierte Gesamt-Kollektorfläche von 270 Mio. m² prognostiziert.
Es gibt mehrere Atomkraftwerke in der Volksrepublik China. Das erste chinesische Kernkraftwerk liegt in Qinshan (Provinz Zhejiang) und ist seit 1991 am Netz. Mit Stand März 2014 waren 21 Reaktorblöcke mit einer Nennleistung von 16,9 GW in Betrieb. 28 weitere Kraftwerksblöcke mit einer Leistung von 27,7 GW waren in Bau, weitere Kraftwerke sind geplant. Im Jahr 2013 lieferten Kernkraftwerke 110,7 TWh elektrischer Energie. Damit trugen Kernkraftwerke mit 2,11 % zur gesamten Stromerzeugung Chinas bei.

#### Industrie
Die Eisen- und Stahlindustrie als auch die chemische und petrochemische Industrie wurden von der chinesischen Führung schon während der 60er Jahre besonders gefördert. 50 % des produzierenden Sektors stellen Schiffbau und der Bau von Großanlagen (z. B. Ölbohrtürme, Großmaschinen).
Die Textilindustrie ist der älteste Industriezweig Chinas. Mit der Herstellung von Baumwoll- und Wollgeweben ist China marktführend in der Welt. Die elektrotechnische Industrie, die Herstellung von Fernsehgeräten und Waschmaschinen hat in den letzten Jahrzehnten ein starkes Wachstum erlebt. Der Hochtechnologiesektor ist in der Entwicklung. Fokus liegt auf dem Flugzeugbau und die Aufnahme einer Computerindustrie.

### Tertiärer Sektor

#### Kapitalmarkt
China führt mehrere Handelsplätze und Wertpapierbörsen. Führend sind die Shanghai Stock Exchange und die Shenzhen Stock Exchange. An dritter Stelle befindet sich die Beijing Stock Exchange. Als Waren- und Terminbörsen, gelten die folgenden Börsen: Zhengzhou Commodity Exchange, Shanghai Futures Exchange, China Financial Futures Exchange, Dalian Commodity Exchange und die China Securities Depository and Clearing Corporation als Clearingstelle.
Die Leitindizes der Volkswirtschaft sind der SSE Composite Index und der CSI 300.

#### Staatsfonds
Die Volksrepublik verfügt über diverse Staatsfonds, die über verschiedene Behörden, Banken gesteuert werden und strategische, politische ökonomische ökonomische Ziele verfolgen. Zusammen genommen wäre die Summe des Vermögens aller Fonds – der Volkswirtschaft entsprechend – die größte der Welt. Zu den Fonds gehören: die China Investment Corporation, das Staatliche chinesische Devisenamt, der National Council for Social Security Fund und der China-Africa Development Fund.

## Kenndaten

### Nationale Daten
| Jahr | BIP (in Mrd. Rmb) | BIP (in Rmb pro Ew.) | BIP (in Mrd. US$) | BIP (in US$ pro Ew.) |
| --- | ----------------- | -------------------- | ----------------- | -------------------- |
| 1952 | 119               | 119                  | –                 | –                    |
| 1956 | 103               | 165                  | –                 | –                    |
| 1960 | 146               | 218                  | 59                | 89                   |
| 1964 | 145               | 208                  | 59                | 85                   |
| 1968 | 172               | 222                  | 70                | 91                   |
| 1972 | 252               | 292                  | 113               | 131                  |
| 1976 | 294               | 316                  | 153               | 165                  |
| 1980 | 452               | 460                  | 305               | 309                  |
| 1984 | 717               | 692                  | 316               | 303                  |
| 1988 | 1.493             | 1.355                | 411               | 371                  |
| 1992 | 2.664             | 2.287                | 495               | 423                  |
| 1996 | 6.789             | 5.576                | 867               | 708                  |
| 2000 | 8.947             | 7.858                | 1.214             | 958                  |
| 2004 | 15.988            | 12.336               | 1.966             | 1.512                |
| 2008 | 31.404            | 24.091               | 4.604             | 3.467                |
| 2010 | 40.070            | 30.629               | 6.066             | 4.524                |
| 2011 | 48.603            | 36.073               | 7.522             | 5.582                |
| 2012 | 54.098            | 39.953               | 8.570             | 6.329                |
| 2013 | 59.696            | 43.871               | 9.635             | 7.080                |
| 2014 | 64.718            | 47.314               | 10.534            | 7.701                |
| 2015 | 69.910            | 50.858               | 11.226            | 8.166                |
| 2016 | 74.539            | 53.908               | 11.218            | 8.063                |
| 2017 | 82.898            | 59.208               | 12.265            | 8.760                |
| 2018 | 91.577            | 65.161               | 13.842            | 9.848                |
| 2019 | 99.070            | 70.259               | 14.340            | 10.170               |
| 2020 | 102.562           | 72.630               | 14.863            | 10.525               |
| 2021 | 112.585           | 79.701               | 17.458            | 12.359               |
| Quellen: 1952–2011: Offizielle Statistik der VR China (Anmerkung zur Tabelle siehe unten) 2012-2021: IMF World Economic Outlook |                   |                      |                   |                      |

Anmerkung:

Diese Tabelle wurde anhand der offiziellen Zahlen erstellt. Es ist zu beachten, dass nach chinesischer Berechnungsart in die Kennziffer BIP nur kommerziell erbrachte Leistungen von Industrie und Handwerk eingehen. Dienstleistungen, ländliche Tauschgeschäfte und Eigenverbrauch gehen in das BIP nicht ein. Daher ist bei dieser Tabelle das BIP des Jahres 1960, also dem schlimmsten Hungerjahr des großen Sprungs, um ein Drittel höher als im Jahr 1956, einem Jahr mit guter Ernte und einigem Wohlstand.
Die beiden folgenden Tabellen zeigen die Entwicklung der Stahl- und der Zementproduktion, der beiden Grundstoffe des Bauens. Im Jahr 2013 wurde 48 % der Weltstahlproduktion und über 55 % der Weltzementproduktion in China produziert.
| Jahr                                      | 1950 | 1955 | 1970 | 1980 | 1990 | 1995 | 1999 | 2002 | 2005 | 2007 | 2008 | 2009 | 2010 | 2011 | 2012 | 2013 | 2015 | 2021  |
| in Mio. Tonnen                            | 0,6  | 4,0  | 18,8 | 37,1 | 66,3 | 95,4 | 124  | 182  | 349  | 489  | 501  | 568  | 627  | 683  | 717  | 822  | 804  | 1.033 |
| Quelle: Offizielle Statistik der VR China |      |      |      |      |      |      |      |      |      |      |      |      |      |      |      |      |      |       |

| Jahr               | 1950 | 1952 | 1957 | 1970 | 1980 | 1990  | 2000  | 2005 | 2007 | 2009 | 2011 | 2013 | 2014 |
| in Mio. Tonnen     | 1,4  | 2,9  | 6,9  | 10,0 | 79,9 | 209,7 | 583,4 | 1069 | 1361 | 1644 | 2099 | 2400 | 2500 |
| Quelle: USGS, 2013 |      |      |      |      |      |       |       |      |      |      |      |      |      |

Die folgenden Tabellen zeigen die Entwicklung des Bruttoinlandsprodukts, der Investitionsrate, der Inflation und der Automobilproduktion.
| Jahr                                                                 | 1997 | 1998 | 1999 | 2000 | 2001 | 2002 | 2003 | 2004 | 2005 | 2006 | 2007 | 2008 | 2009 | 2010 | 2011 | 2012 | 2013 | 2014 | 2015 | 2016 | 2017 | 2018 | 2019 | 2020 | 2021 |
| Wachstum in %                                                        | 9,3  | 7,8  | 7,6  | 8,4  | 8,3  | 9,1  | 10,0 | 10,1 | 10,4 | 11,6 | 13,0 | 9,6  | 9,2  | 10,5 | 9,2  | 7,8  | 8,4  | 7,7  | 7,4  | 6,7  | 6,9  | 6,8  | 6,0  | 2,2  | 8,1  |
| Quelle: Offizielle Statistik der VR China IMF World Economic Outlook |      |      |      |      |      |      |      |      |      |      |      |      |      |      |      |      |      |      |      |      |      |      |      |      |      |

| Jahr                                                                          | 2006 | 2007 | 2008 | 2009 | 2010 | 2011 | 2012 | 2013 | 2014 | 2015 | 2016 | 2017 | 2018 | 2019 | 2020 | 2021 |
| Inflationsrate in %                                                           | 4,1  | 4,8  | 5,9  | −0,7 | 3,2  | 5,6  | 2,6  | 2,6  | 1,9  | 1,4  | 2,0  | 1,6  | 2,1  | 2,9  | 2,4  | 1,0  |
| Quelle: Offizielle Statistik der VR ChinaQuelle: bfai, exxun,BIS und Weltbank |      |      |      |      |      |      |      |      |      |      |      |      |      |      |      |      |

| Jahr                                      | 1999 | 2002 | 2005 | 2007 | 2008 | 2009 | 2010 | 2011 | 2013 | 2015 | 2017 | 2019 | 2021 |
| Automobilproduktion                       | 1,8  | 3,3  | 5,7  | 8,9  | 9,3  | 13,8 | 18,3 | 18,4 | 21   | 24,5 | 28,9 | 25,  | 26,1 |
| Quelle: Offizielle Statistik der VR China |      |      |      |      |      |      |      |      |      |      |      |      |      |

| Jahr                                      | 1997                                      | 1998                                      | 1999                                      | 2000                                      | 2001                                      | 2002                                      | 2003                                      | 2004                                      | 2005                              | 2006                              | 2007                              | 2008                              | 2009                              | 2021                              |                                   |                                   |                                   |                                   |
| Investitionsrate in %                     | 32                                        | 33                                        | 33                                        | 34                                        | 34                                        | 35                                        | 37                                        | 38                                        | 43                                | 41                                | 40                                | 41                                | 45                                | 42                                |                                   |                                   |                                   |                                   |
| Quelle: Offizielle Statistik der VR China | Quelle: Offizielle Statistik der VR China | Quelle: Offizielle Statistik der VR China | Quelle: Offizielle Statistik der VR China | Quelle: Offizielle Statistik der VR China | Quelle: Offizielle Statistik der VR China | Quelle: Offizielle Statistik der VR China | Quelle: Offizielle Statistik der VR China | Quelle: Offizielle Statistik der VR China | Anmerkung zur Tabelle siehe unten | Anmerkung zur Tabelle siehe unten | Anmerkung zur Tabelle siehe unten | Anmerkung zur Tabelle siehe unten | Anmerkung zur Tabelle siehe unten | Anmerkung zur Tabelle siehe unten | Anmerkung zur Tabelle siehe unten | Anmerkung zur Tabelle siehe unten | Anmerkung zur Tabelle siehe unten | Anmerkung zur Tabelle siehe unten |

(*) Anmerkung zur Investitionsrate: In China wurden im Jahr 2006 über 40 % der Wirtschaftsleistung direkt wieder in neue Anlagen investiert und weniger als 60 %, sei es vom Staat oder durch den Privatkonsum, für den Konsum verbraucht. Allerdings gehen in diese Statistik nur kommerziell erbrachte Leistungen von Industrie und Handwerk ein. Dienstleistungen, ländliche Tauschgeschäfte und Eigenverbrauch gehen in das BIP nicht ein und werden daher bei der Investitionsrate nicht berücksichtigt.

### Wirtschaftsleistung der einzelnen Provinzen
Die wirtschaftliche Leistungskraft der einzelnen Provinzen bzw. regierungsunmittelbaren Städte oder autonomen Regionen ist sehr unterschiedlich. Die folgende Tabelle gibt die regionalen BIP-Daten des Jahres 2022 wieder und die Anteile der verschiedenen Wirtschaftssektoren am BIP.
| Verwaltungs- einheit | BIP gesamt | Primär- sektor | Sekundär- sektor | Tertiär- sektor | BIP pro Kopf (in Yuan) | % Primär- sektor | % Sekundär- sektor | % Tertiär- sektor |
| -------------------- | ---------- | -------------- | ---------------- | --------------- | ---------------------- | ---------------- | ------------------ | ----------------- |
| Peking               | 41.611     | 112            | 6.605            | 34.894          | 190.313                | 0,3 %            | 15,9 %             | 83,9 %            |
| Tianjin              | 16.311     | 273            | 6.039            | 9.999           | 119.235                | 1,7 %            | 37,0 %             | 61,3 %            |
| Hebei                | 42.370     | 4.410          | 17.050           | 20.910          | 56.995                 | 10,4 %           | 40,2 %             | 49,4 %            |
| Shanxi               | 25.643     | 1.340          | 13.841           | 10.461          | 73.675                 | 5,2 %            | 54,0 %             | 40,8 %            |
| Innere Mongolei      | 23.159     | 2.654          | 11.242           | 9.263           | 96.474                 | 11,5 %           | 48,5 %             | 40,0 %            |
| Liaoning             | 28.975     | 2.598          | 11.756           | 14.622          | 68.775                 | 9,0 %            | 40,6 %             | 50,5 %            |
| Jilin                | 13.070     | 1.689          | 4.628            | 6.753           | 55.347                 | 12,9 %           | 35,4 %             | 51,7 %            |
| Heilongjiang         | 15.901     | 3.610          | 4.649            | 7.642           | 51.096                 | 22,7 %           | 29,2 %             | 48,1 %            |
| Shanghai             | 44.653     | 97             | 11.458           | 33.097          | 179.907                | 0,2 %            | 25,7 %             | 74,1 %            |
| Jiangsu              | 122.876    | 4.959          | 55.889           | 62.028          | 144.390                | 4,0 %            | 45,5 %             | 50,5 %            |
| Zhejiang             | 77.715     | 2.325          | 33.205           | 42.185          | 118.496                | 3,0 %            | 42,7 %             | 54,3 %            |
| Anhui                | 45.045     | 3.514          | 18.588           | 22.943          | 73.603                 | 7,8 %            | 41,3 %             | 50,9 %            |
| Fujian               | 53.110     | 3.076          | 25.078           | 24.956          | 126.829                | 5,8 %            | 47,2 %             | 47,0 %            |
| Jiangxi              | 32.075     | 2.452          | 14.360           | 15.264          | 70.923                 | 7,6 %            | 44,8 %             | 47,6 %            |
| Shandong             | 87.435     | 6.299          | 35.014           | 46.122          | 86.003                 | 7,2 %            | 40,0 %             | 52,8 %            |
| Henan                | 61.345     | 5.818          | 25.465           | 30.062          | 62.106                 | 9,5 %            | 41,5 %             | 49,0 %            |
| Hubei                | 53.735     | 4.987          | 21.241           | 27.508          | 92.059                 | 9,3 %            | 39,5 %             | 51,2 %            |
| Hunan                | 48.670     | 4.603          | 19.183           | 24.885          | 73.598                 | 9,5 %            | 39,4 %             | 51,1 %            |
| Guangdong            | 129.119    | 5.340          | 52.844           | 70.935          | 101.905                | 4,1 %            | 40,9 %             | 54,9 %            |
| Guangxi              | 26.301     | 4.270          | 8.939            | 13.093          | 52.164                 | 16,2 %           | 34,0 %             | 49,8 %            |
| Hainan               | 6.818      | 1.418          | 1.311            | 4.090           | 66.602                 | 20,8 %           | 19,2 %             | 60,0 %            |
| Chongqing            | 29.129     | 2.012          | 11.694           | 15.423          | 90.663                 | 6,9 %            | 40,1 %             | 52,9 %            |
| Sichuan              | 56.750     | 5.964          | 21.157           | 29.628          | 67.777                 | 10,5 %           | 37,3 %             | 52,2 %            |
| Guizhou              | 20.165     | 2.861          | 7.113            | 10.190          | 52.321                 | 14,2 %           | 35,3 %             | 50,5 %            |
| Yunnan               | 28.954     | 4.012          | 10.471           | 14.471          | 61.716                 | 13,9 %           | 36,2 %             | 50,0 %            |
| Tibet                | 2.133      | 180            | 805              | 1.148           | 58.438                 | 8,4 %            | 37,7 %             | 53,8 %            |
| Shaanxi              | 32.773     | 2.575          | 15.933           | 14.264          | 82.864                 | 7,9 %            | 48,6 %             | 43,5 %            |
| Gansu                | 11.202     | 1.515          | 3.945            | 5.741           | 44.968                 | 13,5 %           | 35,2 %             | 51,3 %            |
| Qinghai              | 3.610      | 380            | 1.586            | 1.644           | 60.724                 | 10,5 %           | 43,9 %             | 45,5 %            |
| Ningxia              | 5.070      | 408            | 2.449            | 2.213           | 69.781                 | 8,0 %            | 48,3 %             | 43,7 %            |
| Xinjiang             | 17.741     | 2.509          | 7.271            | 7.961           | 68.552                 | 14,1 %           | 41,0 %             | 44,9 %            |
| China gesamt         | 1.210.207  | 88.345         | 483.165          | 638.698         | 85.698                 | 7,3 %            | 39,9 %             | 52,8 %            |

Bruttoinlandsprodukt pro Kopf der Bevölkerung in Prozent des nationalen Durchschnitts 2022, Grüntöne = über dem Landesdurchschnitt, Rottöne = darunter

Bemerkung: Sämtliche Angaben der obenstehenden Tabelle sind dem China Statistical Yearbook 2022 entnommen. dort sind die nationalen und die provinzbezogenen BIP-Angaben in separaten Tabellen aufgeführt. Bei Aufsummierung der Provinz-Zahlen ergeben sich Zahlen, die von denen des nationalen BIP abweichen (Abweichung < 1 Prozent). Möglicherweise handelt es sich um Rundungsfehler.

## Ranking Weltmarkt
Ein Vergleich von vorliegenden Daten zeigt, dass China in vielen Produktionssektoren mittlerweile nicht nur Spitzenpositionen belegt, sondern häufig schon eine unangefochtene Führungsposition übernommen hat. China ist der größte Getreideproduzent der Erde. Neben Weizen wird Mais (21 % des Ackerlandes) und vor allem Reis angebaut (32 % der Ackerfläche). Bei den Seltenen Erden hat China einen Förderanteil von über 90 %. Die folgende Tabelle soll die Spitzenpositionen Chinas anhand vieler Beispiele aus den Bereichen Landwirtschaft, Bergbau, Industrie sowie Energiewirtschaft illustrieren (durch Klicken auf die Produkte gelangt man vielfach zu den Detail-Tabellen):
| Produkt                  | Klasse | Rang CN | Rang USA | Rang DE | Produktion      | Jahr |
| ------------------------ | ------ | ------- | -------- | ------- | --------------- | ---- |
| Getreide                 | LW     | 1       | 2        | 13      | 583,7 Mio. t    | 2016 |
| Weizen                   | LW     | 1       | 3        | 9       | 131,7 Mio. t    | 2016 |
| Reis                     | LW     | 1       | 11       | –       | 209,5 Mio. t    | 2016 |
| Mais                     | LW     | 2       | 1        | 29      | 231,7 Mio. t    | 2016 |
| Bananen                  | LW     | 2       | –        | –       | 10,7 Mio. t     | 2011 |
| Äpfel                    | LW     | 1       | 2        | 14      | 44,4 Mio. t     | 2016 |
| Orangen                  | LW     | 3       | 2        | –       | 6,5 Mio. t      | 2012 |
| Zitronen                 | LW     | 3       | 6        | –       | 13,1 Mio. t     | 2011 |
| Weintrauben              | LW     | 1       | 3        | 16      | 13,4 Mio. t     | 2018 |
| Kartoffeln               | LW     | 1       | 5        | 6       | 99,0 Mio. t     | 2016 |
| Zucker                   | LW     | 3       | 5        | –       | 14,0 Mio. t     | 2012 |
| (Kuh-)Milch              | LW     | 3       | 1        | 5       | 36,8 Mio. t     | 2016 |
| Käse                     | LW     | –       | 1        | 2       | –               | 2011 |
| Butter                   | LW     | –       | 3        | 5       | –               |      |
| Rinder (Bestand)         | LW     | 3       | 4        | –       | 41,0 Mio.       | 2010 |
| Rindfleisch              | LW     | 4       | 1        | –       | 5,6 Mio. t      | 2010 |
| Schweine (Bestand)       | LW     | 1       | 3        | 5       | 489 Mio.        | 2005 |
| Schweinefleisch          | LW     | 1       | 2        | 3       | 50,2 Mio. t     | 2011 |
| Sojabohnen               | LW     | 5       | 1        | –       | 12,0 Mio. t     | 2016 |
| Schafe (Bestand)         | LW     | 1       | –        | –       | 136,4 Mio.      | 2008 |
| Schaffleisch             | LW     | 1       | 7        | –       | 2,1 Mio. t      | 2012 |
| Hühnerfleisch            | LW     | 2       | 1        | –       | 15,0 Mio. t     | 2007 |
| Fleisch                  | LW     | 1       | 2        | 4       | 72,64 Mio. t    | 2004 |
| Fisch (Fangerträge)      | LW     | 1       | 5        | –       | 81,50 Mio. t    | 2016 |
| Wolle (ungewaschen)      | LW     | 2       | –        | –       | 0,52 Mio. t     | 2004 |
| Baumwolle                | LW     | 1       | 3        | –       | 6,8 Mio. t      | 2012 |
| Kautschuk                | LW     | 5       | –        | –       | 0,55 Mio. t     | 2005 |
| Holz                     | LW     | 3       | 1        | 13      | 286,1 Mio. m³   | 2003 |
| Goldförderung            | BB     | 1       | 4        | –       | 453 t           | 2017 |
| Silberförderung          | BB     | 3       | 8        | –       | 2380 t          | 2017 |
| Platinförderung          | BB     | –       | 5        | –       | –               | 2016 |
| Kunstdiamantenproduktion | BB     | 1       | –        | –       | 14,6 Mrd. Karat | 2019 |
| Kupferförderung          | BB     | 3       | 4        | –       | 1,86 Mio. t     | 2017 |
| Zink                     | BB     | 1       | 4        | –       | 5,1 Mio. t      | 2017 |
| Zinn                     | BB     | 1       | –        | –       | 100 Mio. t      | 2017 |
| Blei                     | BB     | 1       | 3        | –       | 2,40 Mio. t     | 2016 |
| Bauxit                   | BB     | 2       | –        | –       | 55 Mio. t       | 2014 |
| Eisenerzförderung        | BB     | 1       | 8        | –       | 1200 Mio. t     | 2016 |
| Eisen                    | I      | 1       | 8        | 7       | 701 Mio. t      | 2016 |
| Stahl                    | I      | 1       | 4        | 7       | 832 Mio. t      | 2017 |
| Aluminium                | I      | 1       | 5        | 13      | 31,0 Mio. t     | 2016 |
| Zement                   | I      | 1       | 3        | 17      | 1354 Mio. t     | 2007 |
| Chemiefasern             | I      | 1       | 3        | 9       | 7,9 Mio. t      | 2001 |
| Papier und Pappe         | I      | 1       | 2        | 4       | 99,3 Mio. t     | 2011 |
| Dünger                   | I      | 1       | 3        | 14      | 23,6 Mio. t     | 2002 |
| Uranförderung            | E      | 8       | 9        | –       | 1616 t          | 2016 |
| Steinkohleförderung      | E      | 1       | 3        | 21      | 3103 Mio. t     | 2016 |
| Braunkohleförderung      | E      | 2       | 4        | 1       | 140 Mio. t      | 2016 |
| Erdölförderung           | E      | 7       | 3        | 56      | 200 Mio. t      | 2016 |
| Energieerzeugung         | E      | 1       | 2        | 26      | 92,0 Quadr. Btu | 2014 |
| Stromerzeugung           | E      | 1       | 2        | 7       | 6143 Mrd. kWh   | 2016 |

Anmerkungen:
1. ↑  LW = Landwirtschaft, BB = Bergbau, I = Industrie, E = Energie
2. ↑  Jahr, für das Vergleichszahlen vorlagen
3. ↑  auf Zellulose- und Synthetikbasis

## Außenhandel
Die folgenden Tabellen zeigen die Haupthandelspartner Chinas und die wichtigsten Handelsgüter. Die wichtigsten chinesischen Einzelexportprodukte sind dabei für 2019 Mobiltelefone (112,0 Milliarden Euro), Maschinen zur Datenverarbeitung (85,5 Milliarden Euro) sowie Bestandteile von Telefonen und kabellosen Empfangsgeräten (42,8 Milliarden Euro). Inzwischen sind rund 7000 deutsche Firmen in China vertreten.
Entwicklung des Außenhandels
| Entwicklung des Außenhandels (GTAI) in Mrd. US-Dollar und seine Veränderung gegenüber dem Vorjahr in Prozent | Entwicklung des Außenhandels (GTAI) in Mrd. US-Dollar und seine Veränderung gegenüber dem Vorjahr in Prozent | Entwicklung des Außenhandels (GTAI) in Mrd. US-Dollar und seine Veränderung gegenüber dem Vorjahr in Prozent | Entwicklung des Außenhandels (GTAI) in Mrd. US-Dollar und seine Veränderung gegenüber dem Vorjahr in Prozent | Entwicklung des Außenhandels (GTAI) in Mrd. US-Dollar und seine Veränderung gegenüber dem Vorjahr in Prozent | Entwicklung des Außenhandels (GTAI) in Mrd. US-Dollar und seine Veränderung gegenüber dem Vorjahr in Prozent | Entwicklung des Außenhandels (GTAI) in Mrd. US-Dollar und seine Veränderung gegenüber dem Vorjahr in Prozent |
| --- | --- | --- | --- | --- | --- | --- |
| | 2019 | 2019 | 2020 | 2020 | 2021 | 2021 |
| Mrd. USD | % gg. Vj. | Mrd. USD | % gg. Vj. | Mrd. USD | % gg. Vj. | |
| Einfuhr | 2.069 | −3,6 | 2.056 | −0,6 | 2.688 | +30,1 |
| Ausfuhr | 2.499 | +0,2 | 2.591 | +3,7 | 3.364 | +29,9 |
| Saldo | +430 | | +535 | | +676 | |

| Handelspartner     | Anteil % |
| ------------------ | -------- |
| Vereinigte Staaten | 17,1     |
| Hongkong           | 10,4     |
| Japan              | 4,9      |
| Südkorea           | 4,4      |
| Vietnam            | 4,1      |
| Deutschland        | 3,4      |
| Niederlande        | 3,0      |
| Indien             | 2,9      |
| sonstige Länder    | 49,8     |

| Handelspartner     | Anteil % |
| ------------------ | -------- |
| Taiwan             | 9,3      |
| Südkorea           | 7,9      |
| Japan              | 7,6      |
| Vereinigte Staaten | 6,7      |
| Australien         | 6,1      |
| Deutschland        | 4,5      |
| Brasilien          | 4,1      |
| Malaysia           | 3,6      |
| sonstige Länder    | 50,2     |

| Ausfuhrgüter          | Anteil % |
| --------------------- | -------- |
| Elektronik            | 24,6     |
| Elektrotechnik        | 9,6      |
| Textilien             | 9,5      |
| Maschinen             | 8,8      |
| Chemische Erzeugnisse | 7,9      |
| Metallwaren           | 4,3      |
| Kfz und -Teile        | 4,2      |
| Möbel und -teile      | 2,6      |
| Sonstige              | 28,5     |

| Einfuhrgüter          | Anteil % |
| --------------------- | -------- |
| Elektronik            | 23,2     |
| Rohstoffe             | 15,9     |
| Erdöl                 | 11,0     |
| Chemische Erzeugnisse | 9,8      |
| Maschinen             | 6,1      |
| Nahrungsmittel        | 4,6      |
| Elektrotechnik        | 4,2      |
| Nichteisen-Metalle    | 3,2      |
| Kfz und -Teile        | 3,2      |
| Mess-/Regeltechnik    | 3,1      |
| Sonstige              | 15,7     |

| Rang | Land                         | Barrel pro Tag | Anteil in Prozent |
| ---- | ---------------------------- | -------------- | ----------------- |
| 1.   | Saudi-Arabien                | 997.000        | 16,1 %            |
| 2.   | Angola                       | 816.000        | 13,2 %            |
| 3.   | Russland                     | 665.000        | 10,7 %            |
| 4.   | Oman                         | 597.000        | 9,6 %             |
| 5.   | Irak                         | 573.000        | 9,3 %             |
| 6.   | Iran                         | 551.000        | 8,9 %             |
| 7.   | Venezuela                    | 277.000        | 4,5 %             |
| 8.   | Vereinigte Arabische Emirate | 234.000        | 3,8 %             |
| 9.   | Kuwait                       | 213.000        | 3,4 %             |
| 10.  | Kolumbien                    | 199.000        | 3,2 %             |
|      | Sonstige                     | 1.069.000      | 17,3 %            |
|      | Gesamt                       | 6.191.000      | 100 %             |